# Crossbones (serie de televisión)
Crossbones es una serie dramática estrenada el 30 de mayo de 2014 a través de la cadena NBC. La serie está basada en el libro The Republic of Pirates, de Colin Woodard.
La serie sigue la vida ficticia del famoso pirata inglés Edward "Blackbeard" Teach, en los alrededores de la isla de Nueva Providencia en las Bahamas.
La serie cuenta con la participación invitada de actores como Stuart Wilson y Nick Mennell, entre otros.
El 24 de julio de 2014 la cadena NBC anunció que la serie había sido cancelada, y los últimos dos episodios de la serie fueron transmitidos el 2 de agosto de 2014.

## Historia
Durante la Guerra de Sucesión Española, la isla de Nueva Providencia en las Bahamas es el hogar de piratas, ladrones y asesinos, todos gobernados por el temido pirata el capitán Edward Teach más conocido como "Blackbeard" ("Barba Negra"), a quien creían muerto a manos del Imperio Británico, habiendo fingido su muerte ahora Teach se hace llamar "The Commodore" y utiliza la isla como base de sus operaciones ilegales.
A la tripulación de Teach se les une: Tom Lowe, un calificado espía y asesino británico que es enviado por el ex-aristócrata William Jagger para hacerse pasar por un cirujano a bordo del barco de Teach y así ganar su confianza para acabar con su poder; Kate Balfour, la hija del gobernador que ahora es una pirata en la tripulación del barco y el interés romántico de Lowe y Nenna, una poderosa e inteligente peleadora que muestra una lealtad total y un leve temor por el capitán Barba Negra.

## Personajes

### Personajes Principales
| Actor            | Personaje                 | Ocupación                                | Nº de episodios | Duración |
| ---------------- | ------------------------- | ---------------------------------------- | --------------- | -------- |
| John Malkovich   | Edward "Blackbeard" Teach | Pirata del HMS Petrel                    | 9               | 2014     |
| Richard Coyle    | Tom Lowe                  | Espía                                    | 9               | 2014     |
| Claire Foy       | Kate Balfour              | Miembro de la Tripulación del HMS Petrel | 9               | 2014     |
| David Hoflin     | Charles Rider             | Pirata                                   | 9               | 2014     |
| Yasmine Al Masri | Selima El Sharad          | Confidente de Barba Negra                | 9               | 2014     |
| Chris Perfetti   | Fletch                    | -                                        | 9               | 2014     |
| Tracy Ifeachor   | Nenna                     | -                                        | 9               | 2014     |

### Personajes Recurrentes
| Actor            | Personaje             | Ocupación                                | Nº de episodios | Duración |
| ---------------- | --------------------- | ---------------------------------------- | --------------- | -------- |
| Julian Sands     | William Jagger        | Corsario & Gobernador de Jamaica         | 8               | 2014     |
| Peter Stebbings  | James Balfour         | -                                        | 9               | 2014     |
| Ezra Buzzington  | Oswald Eisengrim      | Miembro de la Tripulación del HMS Petrel | 8               | 2014     |
| Emilien De Falco | Alain Mersault        | -                                        | 2               | 2014     |
| Kevin Ryan       | Finnegan              | Pirata                                   | 3               | 2014     |
| Henry Hereford   | Frederick Nightingale | Inventor / Relojero                      | 7               | 2014     |
| Lauren Shaw      | Antoinette            | -                                        | 7               | 2014     |
| Natalie Blair    | Rose Dryden           | -                                        | 7               | 2014     |
| Hamilton Clancy  | Daniel                | Padre                                    | 2               | 2014     |
| Stuart Wilson    | Cap. Sam Valentine    | Capitán                                  | 1               | 2014     |

## Episodios
| N.º de capítulo | Título original               | Dirigido por    | Escrito por                               | Fecha de emisión    |
| --------------- | ----------------------------- | --------------- | ----------------------------------------- | ------------------- |
| 1               | The Devil's Dominion          | David Slade     | Neil Cross, James V. Hart y Amanda Welles | 30 de mayo de 2014  |
| 2               | The Covenant                  | Ciaran Donnelly | Blake Masters                             | 6 de junio de 2014  |
| 3               | The Man Who Killed Blackbeard | Stephen Shill   | Neil Cross                                | 20 de junio de 2014 |
| 4               | Antoinette                    | Dan Attias      | Elizabeth Sarnoff y Michael Oates Palmer  | 27 de junio de 2014 |
| 5               | The Return                    | Terry McDonough | Michael Oates Palmer                      | 11 de julio de 2014 |
| 6               | A Hole in the Head            | Deran Sarafian  | Josh Friedman                             | 18 de julio de 2014 |
| 7               | Beggarman                     | Dan Attias      | Neil Cross                                | 25 de julio de 2014 |
| 8               | Crossbones                    | Deran Sarafian  | Neil Cross                                | 2 de agosto de 2014 |
| 9               | Blackbeard                    | Ciaran Donnelly | Neil Cross                                | 2 de agosto de 2014 |

## Producción
La cadena anunció la serie en mayo del 2012 y que se habían encargado 10 episodios, la producción comenzó el 15 de octubre de 2013 en Puerto Rico. Originalmente la serie conocida como "The Republic of Pirates", sería parte de la agenda de mitad de temporada de la NBC pero más tarde fue empujado al verano, finalmente la serie se estrenó el 30 de mayo del 2014 a las 10:00pm EST.
La serie fue creada por Neil Cross (creador de la serie británica Luther y guionista de series como Spooks y Doctor Who), James V. Hart y Amanda Welles. La música está compuesta por Mateo Messina.
A mediados de julio del 2014 la NBC anunció que la serie había sido cancelada, debido a las bajas audiencias logradas a lo largo de los siete capítulos que se habían emitido en ese momento, la serie había alcanzado casi los 5 millones de espectadores con su estreno pero en la siguiente semana ya había perdido un millón de espectadores, y siguió cayendo hasta llegar a los 1,54 millones en su capítulo número 8, el cual fue el menos visto.